# ریزارد هورودکی
ریزارد هورودکی (انگلیسی: Ryszard Horodecki؛ زادهٔ تاریخ درست نیست٫ سال باید ۴ رقم داشته باشد٫ (برای سال‌های پیش از هزار، صفر بیفزایید٫)٫ (خطا: نیازمند سال، ماه، روز معتبر سال)) دانشمند در زمینه Quantum informatics و فیزیک نظری اهل لهستان و استاد دانشگاه گدانسک است. است.

## زندگی
وی تا حد زیادی در زمینه انفورماتیک کوانتومی مشارکت داشته‌است. او این ایده را ارائه داد که در حال حاضر به عنوان ملاک Peres-Horodecki شناخته می‌شود. وی با بیش از ۱۲۰۰۰ استناد به عنوان یکی از فیزیکدانان برجسته لهستان در نظر گرفته می‌شود.
وی فارغ‌التحصیل رشته الکترونیک، دانشگاه گدانسک است. هورودکی دکترای خود را از دانشگاه صنعتی گداسک در سال ۱۹۷۶ دریافت کرد.
در سال ۲۰۱۰ وی به عضویت آکادمی علوم لهستان درآمد.